# ريتشارد نايلور
ريتشارد نايلور (بالإنجليزية: Richard Naylor)‏ (28 فبراير 1977 بليدز في المملكة المتحدة - ) هو لاعب كرة قدم بريطاني في مركز الدفاع. لعب مع إيبسويتش تاون وليدز يونايتد ونادي بارنسلي ونادي دونكاستر روفرز ونادي روذرهام يونايتد ونادي ميلوول.

## وصلات خارجية
- ريتشارد نايلور على موقع قاعدة بيانات كرة القدم.إي يو (الإنجليزية)
- ريتشارد نايلور على موقع Soccerbase.com (لاعب) (الإنجليزية)
- ريتشارد نايلور على موقع عالم كرة القدم.نت (الإنجليزية)